# Fonte delle Fate

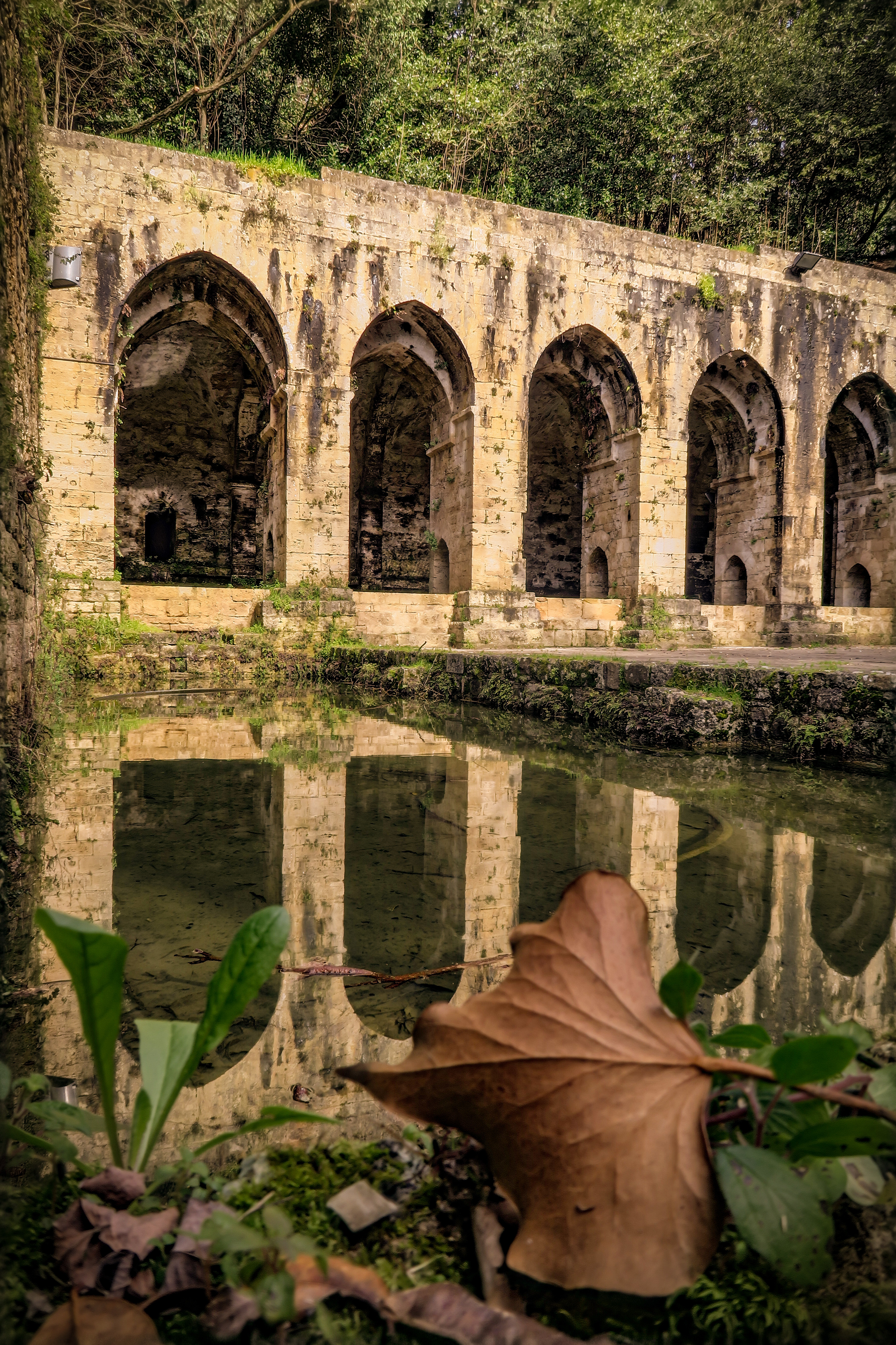
Fonte delle Fate

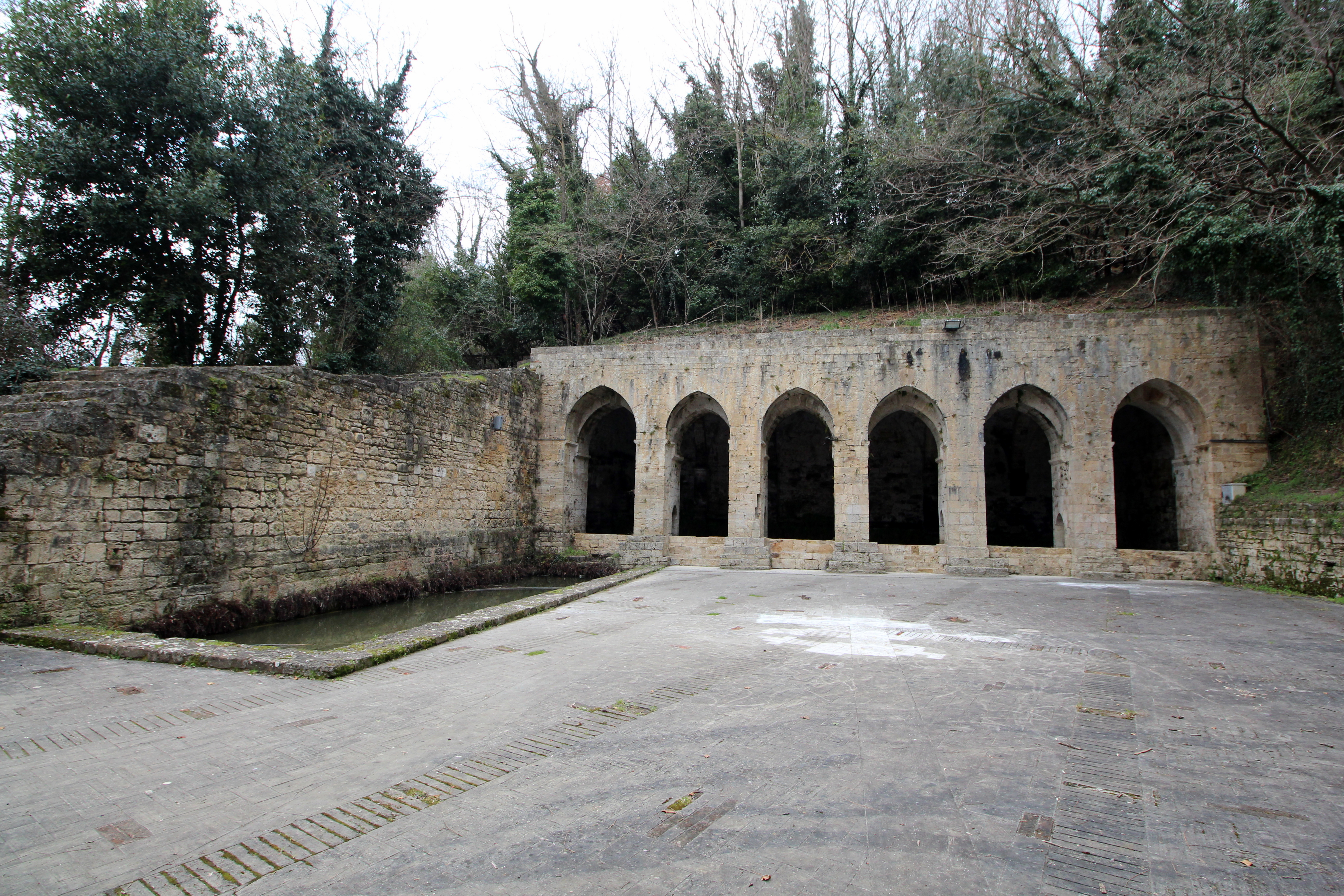
Fonte delle Fate

La Fonte delle Fate è una fontana pubblica situata a Poggibonsi, in provincia di Siena.

## Storia
La fonte è la maggiore testimonianza superstite dell'antico borgo di Poggibonizio.
Venne edificata intorno alla seconda metà del XIII secolo e la sua costruzione viene tradizionalmente attribuita a Balugano da Crema. Il luogo della sua realizzazione era denominato Valle Piatta e venne sotterrata nel 1484 dalla terra di riporto dei lavori di costruzione della fortezza medicea di Poggio Imperiale.
Venne riportata alla luce nel 1803 in conseguenza di un grosso lavoro di scavo per realizzare un vigneto. Nel 2000 all'interno della fonte è stata collocata un'opera di Mimmo Paladino.

## Architettura
Realizzata interamente in travertino, la fonte presenta i caratteri tipici delle fonti pubbliche realizzate nel territorio senese tra il XIII e il XIV secolo.
La facciata è costituita da un porticato a sei arcate doppie a sesto acuto. Le arcate sono sostenute da dei pilastri di oltre 2 metri di spessore al cui interno vennero realizzate una serie di arcate, anch'esse a sesto acuto, per facilitare il deflusso delle acque.
La struttura per le caratteristiche della muratura e per le soluzioni decorative viene considerata opera di maestri lapicidi di origine probabilmente padana; come detto l'opera viene attribuita a Balugano da Crema. La presenza in territorio valdelsano di maestranze di origine padana non è un fatto raro; a artisti di origine lombarda o emiliana vengono attribuiti numerosi edifici presenti nel territorio della Val d'Elsa, come la Pieve di San Giovanni Evangelista a Monterappoli.

## I Dormienti di Mimmo Paladino
All'interno della fonte è collocata l'opera I Dormienti realizzata dall'artista Mimmo Paladino.
L'opera venne donata dall'artista alla città di Poggibonsi e nel settembre del 2000 venne collocata all'interno della fonte. L'opera è composta da 25 sculture in bronzo, in origine colorate, poste nell'acqua come ricordo del liquido amniotico e per ricordare come ogni forma di vita tragga la sua origine dall'acqua.
L'opera rappresenta coccodrilli e uomini in posizione fetale a testimonianza sia dell'esistenza umana sia di uno stato vitale ancestrale. Le figure sono collocate su lastre e sembrano immerse in un sonno che richiama la profondità dell'inconscio e l'immagine stessa dei sogni.